# Tamarixia krascheninnikovi
Tamarixia krascheninnikovi är en stekelart som först beskrevs av Kostjukov 1990.  Tamarixia krascheninnikovi ingår i släktet Tamarixia och familjen finglanssteklar. Inga underarter finns listade i Catalogue of Life.